# Адамски, Джордж
Джордж Адамски (англ. George Adamski; 17 апреля 1891 года — 23 апреля 1965 года) — живший в США польский эмигрант, утверждавший в 1950-х годах, что летал в космос при помощи неопознанного летающего объекта. Большая часть биографии Адамски неустановлена, известно, что он увлекался астрономией и восточной философией. В своих книгах «Flying saucers have landed» (1953); в соавторстве с Дезмондом Лезли и «Inside the space ships» (1955) он описывает свой контакт с «жителями Венеры», в «летательном аппарате» которых он побывал в открытом космосе.

## Биография
Адамски родился 17 апреля 1891 года в Польше. В возрасте 2 лет со своей семьёй иммигрировал в США, поселившись в Нью-Йорке. В возрасте 22 лет стал солдатом (с 1913 по 1916 год) 13-й Кавалерии, сражавшейся на Мексиканской границе во время Экспедиции Панчо Вильи. В 1917 году он женился. В дальнейшем Адамски перемещался на запад, работая подсобным рабочим в национальном парке Йеллоустон, рабочим на мельнице в Орегоне. В 1940 году Адамски со своими близкими друзьями переехали на ранчо около Palomar Mountain в Калифорнии, где занимались фермерским хозяйством и обучением. В 1944 году благодаря финансированию своего студента, Адамски приобрёл 20 акров земли, где они построили новый дом, названный «Palomar Garden» и новый ресторан «Palomar Gardens Cafe».
29 мая 1950 года он сфотографировал шесть неопознанных объектов в небе, которые, казалось, летели строем. Эта же фотография НЛО была изображена на памятной марке в августе 1978 года, выпущенной островным государством Гренада в ознаменование «Года НЛО».

### Контактёр
20 ноября 1952 года Джордж Адамски был с друзьями на пикнике в пустыне Мохаве (Калифорния). Внезапно они заметили в небе сигарообразный объект, преследуемый истребителями. От него отделился другой, серебристый и дискообразной формы, и опустился на землю на расстоянии 0,5 километра от свидетелей.

«Венерианский» корабль

Дискообразный объект был радиально-симметричным, имел вид плоского купола, на вершине которого была большая полусфера с рядом кружочков («иллюминаторов») на ней. Снизу были три много меньшие полусферы («стабилизаторы»), расположенные симметрично относительно центра сечения купола плоскостью, перпендикулярной оси симметрии всего объекта. Существует снимок этого объекта, сделанный Адамски. Адамски поехал в сторону диска, и его остановила человеческая фигура. Он описывал существо как смуглого красивого гуманоида со светлыми волосами, достигавшими плеч, с раскосыми серо-зелёными глазами. На лице не наблюдалось никакой растительности, одет он был в блестящий, как фольга, костюм без швов. Друзья Адамски, наблюдавшие в бинокли, позднее письменно подтвердили, что он вместе с тем существом активно жестикулировал.
Адамски утверждал, что, помимо жестов, существо общалось с ним телепатически. Существо сообщило, что прибыло с Венеры с миром. Оно высказало обеспокоенность его планеты радиационным излучением, исходящим с Земли в результате испытаний ядерного оружия и наносящим другим планетам вред. Существо сообщило, что Землю регулярно посещают жители планет Солнечной системы и даже других галактик. Существо разрешило Адамски сфотографировать НЛО, но не дало согласия на то, чтобы сфотографировали его. Адамски утверждал, что после гуманоида остались следы на песке. Вместе с друзьями он сделал гипсовый слепок этих следов. На следах якобы были «иероглифы», которые они пытались расшифровать.
В последующем Адамски утверждал, что неоднократно виделся с существом, которого встретил в ноябре 1952 года. Он утверждал, что летал за пределы Земли вместе с подобными существами. На обратной стороне Луны, как утверждал Адамски, можно было видеть очевидно рукотворные сооружения, леса, горы, водоёмы, даже некое четвероногое животное, покрытое шерстью. Также Адамски утверждал, что участвовал в «межпланетной конференции» на Сатурне. На фотографиях, приводимых Адамски, запечатлены, в основном, дискообразные и круглые объекты.

## Аргументы

Сигарообразный «венерианский корабль-матка», сфотографированный Дж. Адамски

История с Адамски имела огромную популярность во всём мире. Адамски получал прибыль от издания своих книг и от чтения лекций. Однако его популярность начала снижаться к середине 1960-х гг., так как к его рассказам добавлялись ещё более захватывающие детали. В дальнейшем астрономические исследования планет Солнечной системы окончательно компрометировали сообщения Джорджа Адамски. На самом деле ситуация с Адамски весьма сложна и неоднозначна; в наше время имеются энтузиасты, такие, как Джанет и Колин Борд, готовые утверждать, что Адамски посещали на самом деле жители так называемых параллельных миров, желающие предотвратить своё обнаружение человечеством.

### Против
- Согласно комментариям скептиков, объекты на фотографиях Адамски напоминают разные предметы, используемые в быту: детали пылесоса, кормушки для цыплят, фонарный плафон, приспособление для охлаждения бутылок.
- Адамски утверждал, что инопланетяне, с которыми он контактировал, были с Венеры. Исследование атмосферы Венеры при помощи станций «Венера» и «Маринер» показало невозможность выживания на Венере (где температура достигает +475° C, а атмосферное давление — 93 земных атмосфер) существа, физиологически похожего на человека. Также исследование поверхности планеты «Венерой-9» и «Венерой-10» не выявило никаких следов цивилизации.
- В 1959-м г. советская станция «Луна-3» сфотографировала обратную сторону Луны, на фотографии не было ничего из того, что описывал Адамски. Узнав об этом, Адамски возмутился, заявив, что «чёртовы Советы фальсифицировали отпечатки с целью ввести США в заблуждение». Тем не менее, когда Аполлон-8 в 1968 году, уже после смерти Адамски, облетел по орбите вокруг Луны, то разумеется, что его экипаж не увидел ничего и близко похожего на то, что рассказывал Адамски.

### За
- Журналисты, общавшиеся с Адамски, утверждали, что он говорит с очевидной искренностью.
- Об объектах, упоминаемых Адамски, сообщали и другие люди, не бывшие в знакомстве с ним.
- Многие из предметов, из которых, как предполагалось, были изготовлены запечатлённые на фотоплёнке макеты, были изобретены после публикации этих фотографий. Как предполагают Дженни Ренделс (англ. Randles) и Питер Хоу (англ. Hough), создатели этих предметов сознательно стилизовали их под НЛО, описанные Адамски.
- Существует очень серьёзный аргумент в его пользу. Адамски описывает происходящий в космосе процесс отражения света частичками пыли, которые нельзя предвидеть, ведя наблюдения с Земли: «Явления, наблюдавшиеся вокруг нас, напоминали миллиарды и миллиарды летающих светлячков, вспыхивающих повсюду…» Д. Ренделс и П. Хоу приводят в сравнение впечатления американского астронавта: «Многочисленные маленькие огни, которые я считал звёздами, оказались в действительности жёлто-зелёными, размером и яркостью они напоминали летающих светлячков очень тёмной ночью…».

## Смерть
23 апреля 1965 года в возрасте 74 лет Адамски умер от сердечного приступа в доме друга в Силвер-Спринг, штат Мэриленд, после того, как прочитал лекцию по НЛО в Вашингтоне (округ Колумбия). Он похоронен на Арлингтонском национальном кладбище.